# Place des Palmistes
Pour les articles homonymes, voir Palmiste.
La place des Palmistes est la place principale de la ville de Cayenne, en Guyane. En son centre, se trouve la colonne de la République, édifiée en 1890 pour la commémoration de la prise de la Bastille et la fin de la monarchie absolue. Il s'y trouve aussi la statue de Félix Éboué.

## Histoire
Elle s'étend sur 3 hectares et a été créée en 1821 par l'arpenteur du Roi Sidey afin d'aérer la ville après la démolition des murailles en 1810. C'était alors un lieu envahi par les herbes qu'on nommait « la Savane », mais qui prit son nom actuel lorsqu'on y planta quelques années plus tard des palmiers royaux en provenance de Guisanbourg. À chaque saison des pluies, la place fut régulièrement inondée, pour remédier à cet inconvénient le gouverneur Chanel ordonna en 1925 qu'un réseau de canaux de drainage en ciment soit creusé autour du site, dispositif qu'on retrouve encore de nos jours. Au sud de la rue Lallouette qui coupe la place en deux, se trouvait la fontaine Merlet qui fut remplacée en 1957 par la statue de Félix Éboué.
Elle est classée Monument historique par arrêté du 9 mars 1999.

## Galerie

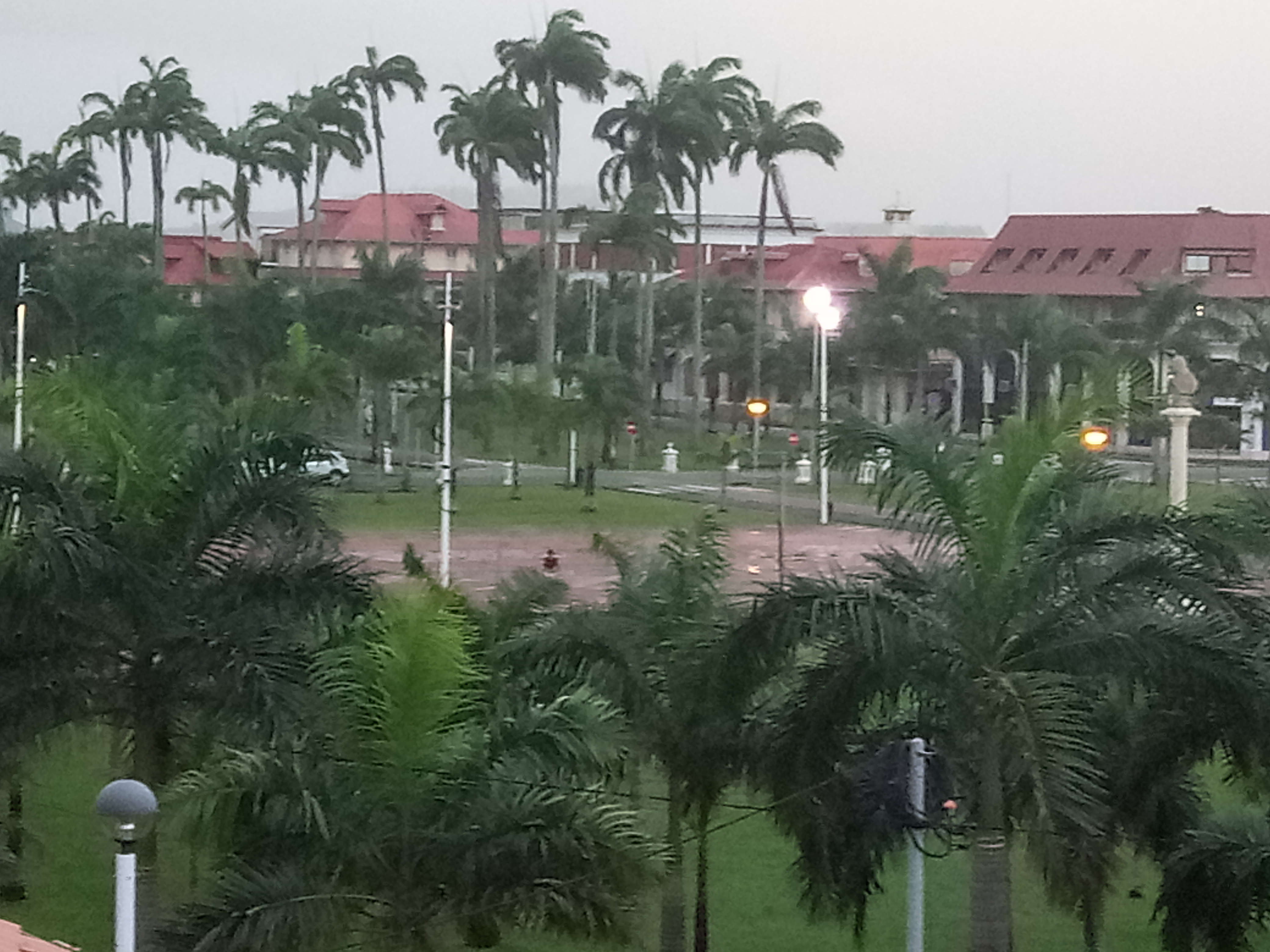
Place des Palmistes sous la pluie à Cayenne.
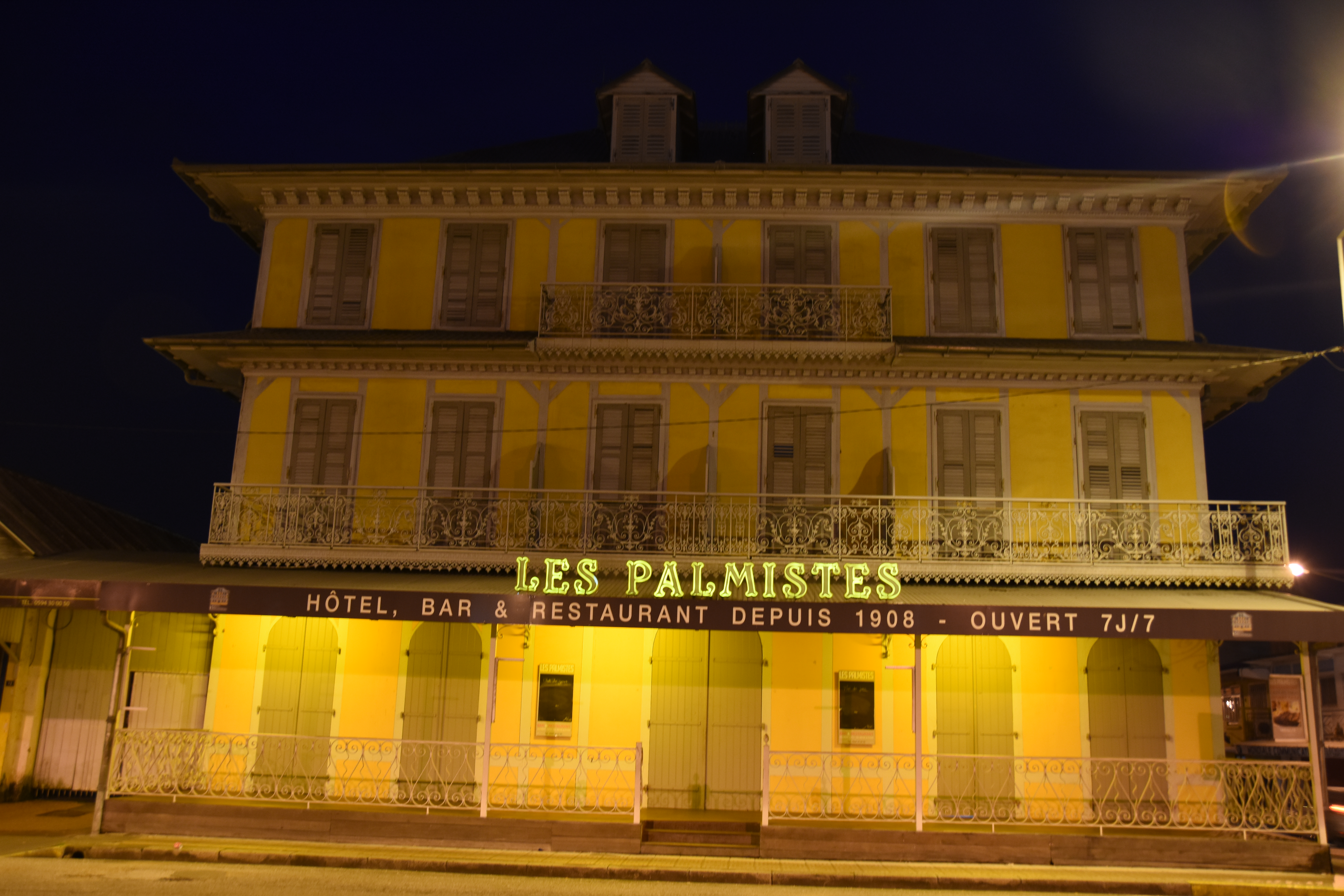
Bar Les Palmistes aux abords de la Place éponyme
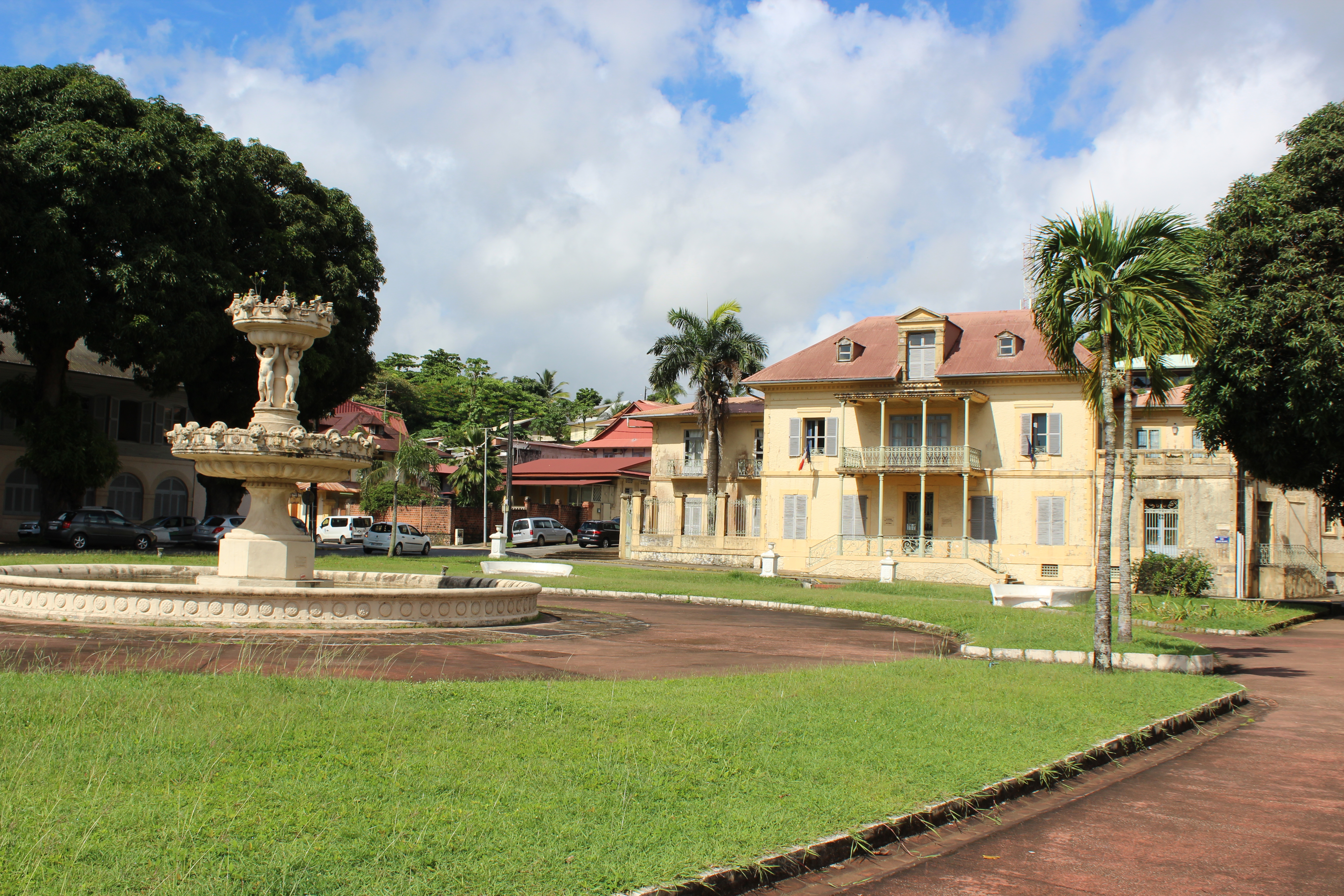
Le parc derrière la Place des Palmistes, à côté de l'ancien hôpital Jean Martial